# 72 till 75
72 till 75 är ett samlingsalbum från 1977 av det svenska dansbandet Thorleifs, bestående av inspelningar åren 1972-1975. Det placerade det sig som högst på 26:e plats på den svenska albumlistan.

## Låtlista
1. Gråt inga tårar
2. Det ding dong bultar och ringer
3. Du tillhör mig (Stand by Your Man)
4. Du är det bästa jag har
5. Kommer hem till dig
6. Älskling förlåt (True Love Forgives)
7. Sail Along Silvery Moon
8. En dag i juni (Safe in My Garden)
9. Vem hittar på allt det där vi lyssnar på (Who Put the Bomp)
10. Krama mig igen
11. Raka rör och ös till bäng
12. Da Doo Ron Ron
13. Blå löften (Blue Winter)
14. Genie with the Light Brown Lamp

## Listplaceringar
| Lista (1977) | Topplacering |
| ------------ | ------------ |
| Sverige      | 26           |